# Franz Brozincevic Wetzikon

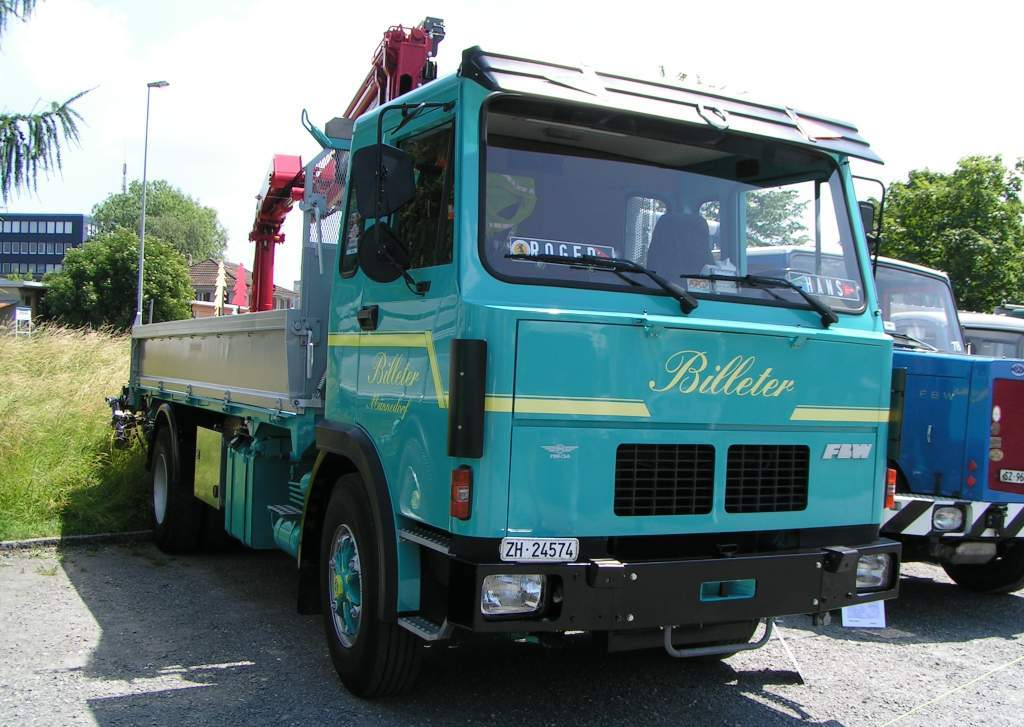
FBW1010

Franz Brozincevic Wetzikon (FBW) var en schweizisk tillverkare av lastbilar, bussar och trådbussar.

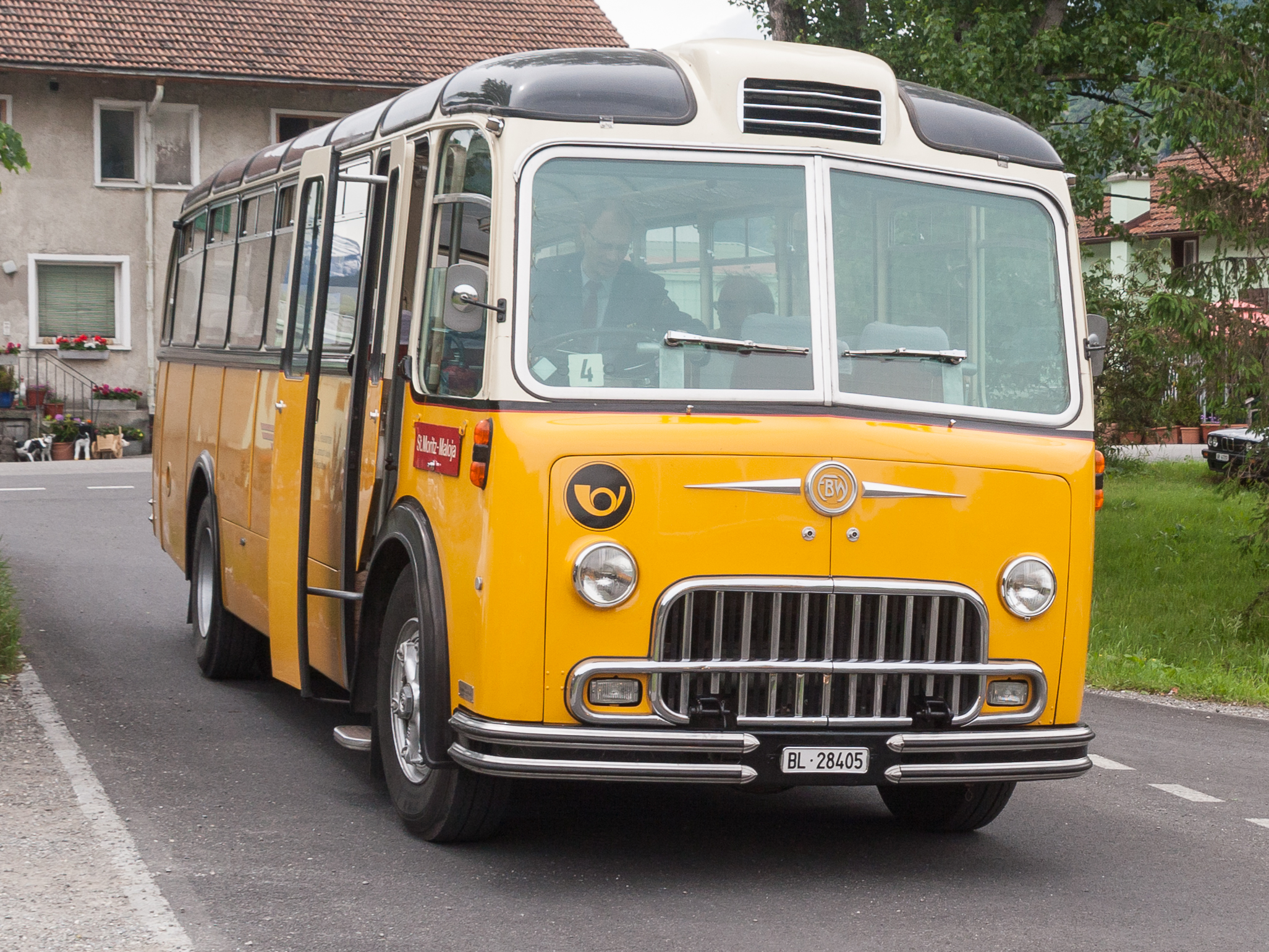
FBW C40U

Kroaten Franz Brozincevic invandrade till Schweiz och byggde 1910 sin första lastbil i Zürich. Den användes av schweiziska posten. 1916 tog han över en motorfabrik i Wetzikon och 1918 startade tillverkning av lastbilar och bussar under namnet FBW. 1925 inleddes ett samarbete med Henschel i Kassel om att tillverka och sälja FBW-konstruktioner utomlands. 1932 började bolaget tillverka trådbussar. 1972 inleddes ett samarbete med Mitsubishi. Oljekrisen ledde till minskad försäljning och 1978 togs FBW över av Oerlikon-Bührle.
Franz Brozincevic Wetzikon och Saurer AG gick senare samman i en gemensam organisation under namnet Nutzfahrzeuggesellschaft Arbon & Wetzikon. Bolaget tillverkade bussar och trådbussar under varumärket NAW. 1982 tog Daimler-Benz över aktiemajoriteten och lade ned märkena Saurer, Berna och FBW. Den sista trådbussen tillverkades 1984 och den sista FBW-lastbilen tillverkades 1985.